# Харт, Гертруда
Гертруда Харт (англ. Gertrude Hart) — австралийская детская писательница.

## Биография
Этель Гертруда Харт (в дальнейшем она предпочитала использовать только второе имя) родилась в 1873 году в пригороде Мельбурна, но её детство прошло в небольшом городке Стауэлл на западе региона Виктория. Она получила хорошее образование в частной школе для девочек — колледже Гогенлоэ.
Литературная карьера Гертруды Харт длилась более шести десятилетий: её первая книга была напечатана в Англии в 1890 году, то есть при королеве Виктории, а в 1954 году она опубликовала книгу, посвящённую визиту в Австралию молодой королевы Елизаветы II.
Харт писала преимущественно произведения для детей (про которые один из критиков говорил, что её книги больше подходят пятидесятилетним женщинам, чем детям) а также любовные романы.
На сегодняшний день произведения Харт, в отличие от книг некоторых её современниц, таких, как Этель Педли, обычно считаются несколько устаревшими и переиздаются редко. Тем не менее при жизни Гертруда Харт была важной фигурой в литературной жизни Австралии: одной из первых 14-ти женщин, присоединившихся к австралийскому ПЕН-клубу (условием вступления было наличие нескольких опубликованных книг) и одной из основательниц литературного клуба «Old Derelicts' Club» который в дальнейшем стал независимым союзом (обществом) австралийских писателей.

## Некоторые работы
- Hart, E. Gertrude (1898), Clouds that pass, S. W. Partridge
- Hart, E. Gertrude; Hart, Annie A. (1902), At the bend of the creek: A story of Australia, S. W. Partridge
- Hart, Gertrude (1912), The dream girl: A novel, George Robertson & Co.
- Hart, E. Gertrude (1914), The laughter lady: A story for children of different ages, Gartland, O. A., (illustrator), Melbourne Publishing Co.
- Hart, Gertrude (1937), Chubby, Hutchinson & Co.
- Hart, Gertrude (1937), Chubby and Pip, Hutchinson & Co.